# 방글라데시 노동당
방글라데시 노동당(벵골어: বাংলাদেশের ওয়ার্কার্স পার্টি)은 방글라데시의 마르크스-레닌주의 정당이다. 1980년 방글라데시 공산당 (레닌주의)와 방글라데시 혁명공산당, 마즈다당 등의 마르크스-레닌주의 정당들이 결합하여 설립되었다. 2014년 선거 결과 350석중 7석을 얻어 3당이 되었다.